# 小足腔蝠魚
小足腔蝠魚（學名：Coelophrys micropa），為輻鰭魚綱鮟鱇目棘茄魚亞目棘茄魚科的其中一種，分布於印度西太平洋區，從南非至菲律賓海域，屬深海底棲性魚類，棲息深度439-1400公尺，體長可達8.4公分，生活習性不明。

## 扩展阅读
維基物種上的相關：小足腔蝠魚